# Daniel Senet
Pour les articles homonymes, voir Senet (homonymie).
Daniel Senet, né le 26 juin 1953 à Amiens, est un haltérophile français. C'est le dernier des grands champions francais, médaillé aux Jeux Olympiques, aux Championnats du Monde et d'Europe.

## Biographie
Avec 1,61 m pour 67,5 kg, Daniel Senet est un poids moyen. Licencié à I’Amiens SC, il participe aux Jeux olympiques d'été de 1976 à Montréal et remporte la médaille d'argent en moins de 67.5 kg, avec le total de 300 kg (135 kg + 165 kg). Cette même année 1976, il est médaille d’argent à Montréal, mais dans le cadre des championnats du Monde, avec 135 kg à l’arraché.
En 1977, c'est une médaille d’or à l’arraché à Stuttgart avec 135 kg de nouveau (championnats d’Europe), et une médaille d’argent aux championnats du monde.
Ensuite, aux championnats du Monde de Salonique de 1979, c'est une médaille de bronze avec 312,5 kg au total et une médaille de bronze à l’arraché avec 142,5 kg.
Il est à de nouveau présent dans la même catégorie aux Jeux olympiques d'été de 1980, terminant cette fois-ci quatrième, avec 322,5 kg et une médaille d’argent, à l’arraché (avec 147,5 kg), mais aux championnats du monde. Cette année là, c'est aussi une médaille de bronze aux championnats d’Europe de Belgrade (avec 140,0 kg à l’arraché).
Il a permis à “la Marseillaise ” de retentir à Lille en 1981, médaille d'or et record du monde à l'arraché, pour ces championnats du Monde avec 150,5 kg.
Sa progression :
- 1973: 232,5 kg,
- 1974: 242,5 kg,
- 1975: 257,5 kg,
- 1976: 300,0 kg,
- 1977: 290,0 kg,
- 1978: 292,5 kg,
- 1979: 312,5 kg,
- 1980: 322,5 kg,
- 1981: 322,5 kg.